# Oxley (Nouvelle-Galles du Sud)
Pour les articles homonymes, voir Oxley.
Oxley est une localité australienne située dans la zone d'administration locale du comté de Balranald en Nouvelle-Galles du Sud. Elle doit son nom à l'explorateur John Oxley.
La population s'élevait à 33 habitants en 2016.